# Yvonand
Yvonand ist eine politische Gemeinde im Distrikt Jura-Nord vaudois des Kantons Waadt in der Schweiz.

## Geographie
Yvonand liegt auf 438 m ü. M., 8 km ostnordöstlich der Bezirkshauptstadt Yverdon-les-Bains (Luftlinie). Das Dorf erstreckt sich auf der Schwemmebene der Mentue, kurz vor ihrer Mündung in den Neuenburgersee, im nördlichen Waadtländer Mittelland.
Die Fläche des 13,4 km² grossen Gemeindegebiets umfasst einen Abschnitt des Hügellandes zwischen dem Neuenburgersee und dem Broyetal. Der zentrale Teil des Gebietes wird von der breiten Schwemmebene der Mentue eingenommen, die mit einem kleinen Delta in den Neuenburgersee mündet. Das Seeufer ist in der Region von Yvonand flach und von einem Schilf- und Waldgürtel umgeben. Im Südosten reicht der Gemeindeboden bis an den Rand des angrenzenden Hochplateaus bei Rovray und Arrissoules und erreicht auf der Höhe La Baume, die mit einer Felskante nach Yvonand hin abfällt, den höchsten Punkt mit 675 m ü. M. Der südliche Gemeindeteil umfasst die bis zu 1 km breite Talniederung der Mentue unterhalb ihres in die Molasseschichten eingetieften Kerbtals. Auch der von rechts mündende Seitenbach Ruisseau des Vaux hat im Lauf der Jahrmillionen durch seine Erosionskraft ein Kerbtal geschaffen. Zwischen diesen beiden Tälern befindet sich die Waldhöhe Bois de Montessy und die anschliessende Hochfläche von Niédens. Die westliche Begrenzung verläuft streckenweise entlang des Baches Ruisseau de l’Epena, der auf dem Höhenrücken des Montéla entspringt. Von der Gemeindefläche entfielen 1997 10 % auf Siedlungen, 33 % auf Wald und Gehölze, 54 % auf Landwirtschaft, und etwas weniger als 3 % war unproduktives Land.
Zu Yvonand gehören die Weiler Mordagne (436 m ü. M.) in der Schwemmebene der Mentue westlich des Flusses, Le Moulin (451 m ü. M.) am Eingang in das Vallon des Vaux, Les Vursys (442 m ü. M.) und La Mauguettaz (452 m ü. M.) in der Talniederung der Mentue, Grande-Moille (522 m ü. M.) am Nordosthang des Montéla, Niédens-Dessous (549 m ü. M.) und Niédens-Dessus (565 m ü. M.) auf der Hochfläche zwischen den Tälern von Mentue und Ruisseau des Vaux sowie zahlreiche Einzelhöfe. Nachbargemeinden von Yvonand sind Cheseaux-Noréaz, Villars-Epeney, Cuarny, Cronay, Donneloye, Molondin und Rovray im Kanton Waadt sowie Cheyres-Châbles im Kanton Freiburg.

## Bevölkerung
Mit 3536 Einwohnern (Stand 31. Dezember 2023) gehört Yvonand zu den mittelgrossen Gemeinden des Kantons Waadt und ist gleichzeitig die zweitgrösste Gemeinde des Bezirks Yverdon. Von den Bewohnern sind 91,9 % französischsprachig, 4,4 % deutschsprachig und 1,1 % portugiesischsprachig (Stand 2000). Die Bevölkerungszahl von Yvonand belief sich 1850 auf 861, 1900 auf 1187 Einwohner. Danach stieg die Einwohnerzahl bis 1980 nur wenig an (1328 Einwohner). Seither wird eine rasche Bevölkerungszunahme verzeichnet.

## Wirtschaft
Yvonand war bis Ende des 19. Jahrhunderts ein vorwiegend durch die Landwirtschaft geprägtes Dorf. Daneben gab es etwas Kleinindustrie, wie beispielsweise Mühlen, Ziegeleien und Sägereien. Mit der verbesserten Verkehrsanbindung nach der Eröffnung der Eisenbahnlinie und dem Bau der Seeuferstrasse liessen sich auch grössere Unternehmen in Yvonand nieder. Dazu gehörten die Ziegelei Dutoit-Morandi, welche von 1880 bis 1979 in Betrieb war, und das Metallbauunternehmen Geilinger (1975–1997).
Heute haben der Ackerbau, der Obstbau und die Viehzucht nur noch eine untergeordnete Bedeutung in der Erwerbsstruktur der Bevölkerung. Ferner wird auch Fischzucht betrieben. Neben dem lokalen Kleingewerbe spielen ein Kabelwerk, die Nahrungsmittelindustrie, mechanische Werkstätten und Betriebe der Informationstechnologie eine wichtige Rolle.
Yvonand verfügt im Weiteren über ein Landwirtschaftszentrum und mehrere Freizeiteinrichtungen (Sportplätze, Sportbootshafen und Campingplätze). Dank dem Bootshafen und dem schönen Strand am Südufer des Neuenburgersees in der Grande Cariçaie gibt es auch etwas Tourismus. In den letzten Jahrzehnten hat sich Yvonand zu einer Wohngemeinde entwickelt. Einige Erwerbstätige sind deshalb Wegpendler, die vor allem im Raum Yverdon arbeiten.

## Verkehr
Die Gemeinde ist verkehrstechnisch recht gut erschlossen. Sie liegt an der Hauptstrasse von Yverdon nach Estavayer-le-Lac. Der Durchgangsverkehr wird seit 2001 über das neu eröffnete Teilstück Yverdon–Payerne der Autobahn A1 (Lausanne–Bern) geführt. Diese Autobahn verläuft auf den Höhen südlich von Yvonand, weshalb die tiefen Täler der Mentue und des Ruisseau des Vaux mit zwei imposanten, jeweils über 100 m hohen Viadukten (Pont sur la Mentue und Viaduc des Vaux) überspannt werden mussten. Die nächsten Autobahnanschlüsse sind Yverdon-Ouest (in 10 km Entfernung) und Estavayer-le-Lac (in 14 km Entfernung).
Am 1. Februar 1877 wurde die Eisenbahnlinie Yverdon–Payerne mit einem Bahnhof in Yvonand in Betrieb genommen. Für die Feinverteilung im öffentlichen Verkehr sorgt eine Buslinie, die in einem Rundkurs die Gemeinden des Hinterlandes bedient.

## Geschichte

Luftbild aus 500 m von Walter Mittelholzer (1925)

Yvonand kann auf eine sehr lange Siedlungstradition zurückblicken. Als erste Siedlungsplätze wurden rund 4000 Jahre v. Chr. die Höhlen im Vallon des Vaux genutzt. Aus dieser Zeit sind einige Felszeichnungen erhalten. In der Bronzezeit wurden in der Bucht von Yvonand Pfahlbausiedlungen gegründet. Auch in der keltischen und römischen Zeitepoche war das Gemeindegebiet besiedelt, da es an der Strasse von Eburodunum (Yverdon) nach Aventicum (Avenches) lag. Bei Mordagne westlich der Mentue wurden die Grundmauern einer römischen Villa ausgegraben, die um 100 n. Chr. errichtet wurde. Der Siedlungsflecken, zu dem auch ein Heiligtum (ein gallorömischer Umgangstempel) gehörte, war vermutlich bis ungefähr im Jahr 400 bewohnt.
Die erste urkundliche Erwähnung des Ortes erfolgte 1009 unter dem Namen Evonant. Später erschienen die Bezeichnungen Ivonant (1100), de Vonant im 12. Jahrhundert, Eyvonant (1437) und Yvonant (1453). Der Ortsname setzt sich wahrscheinlich aus dem germanischen Personennamen Evo und dem keltischen Wort nant zusammen, das einen Bach oder ein Tal bezeichnete.
Schon seit der ersten Nennung von Yvonand bestand im Ort eine Kirche, die dem Bischof von Lausanne gehörte. Seit dem Mittelalter war das Dorf Teil der Herrschaft Grandson. Nach den Burgunderkriegen kam Yvonand 1476 unter die Verwaltung der Vogtei Grandson, die unter der gemeinen Herrschaft von Bern und Freiburg stand. Es bildete dabei eine Exklave am südlichen Seeufer und hatte einen eigenen Gerichtshof. 1531 wurde im Ort die Reformation eingeführt. Nach dem Zusammenbruch des Ancien Régime gehörte Yvonand von 1798 bis 1803 während der Helvetik zum Kanton Léman, der anschliessend mit der Inkraftsetzung der Mediationsverfassung im Kanton Waadt aufging. 1798 wurde es dem Bezirk Yverdon zugeteilt.

## Sehenswürdigkeiten
Die reformierte Pfarrkirche wurde 1749 neu erbaut und erhielt 1906 einen neuen Turm. Von 1959 stammt die katholische Kapelle. Eine weitere Kapelle befindet sich im Weiler Niédens-Dessous.

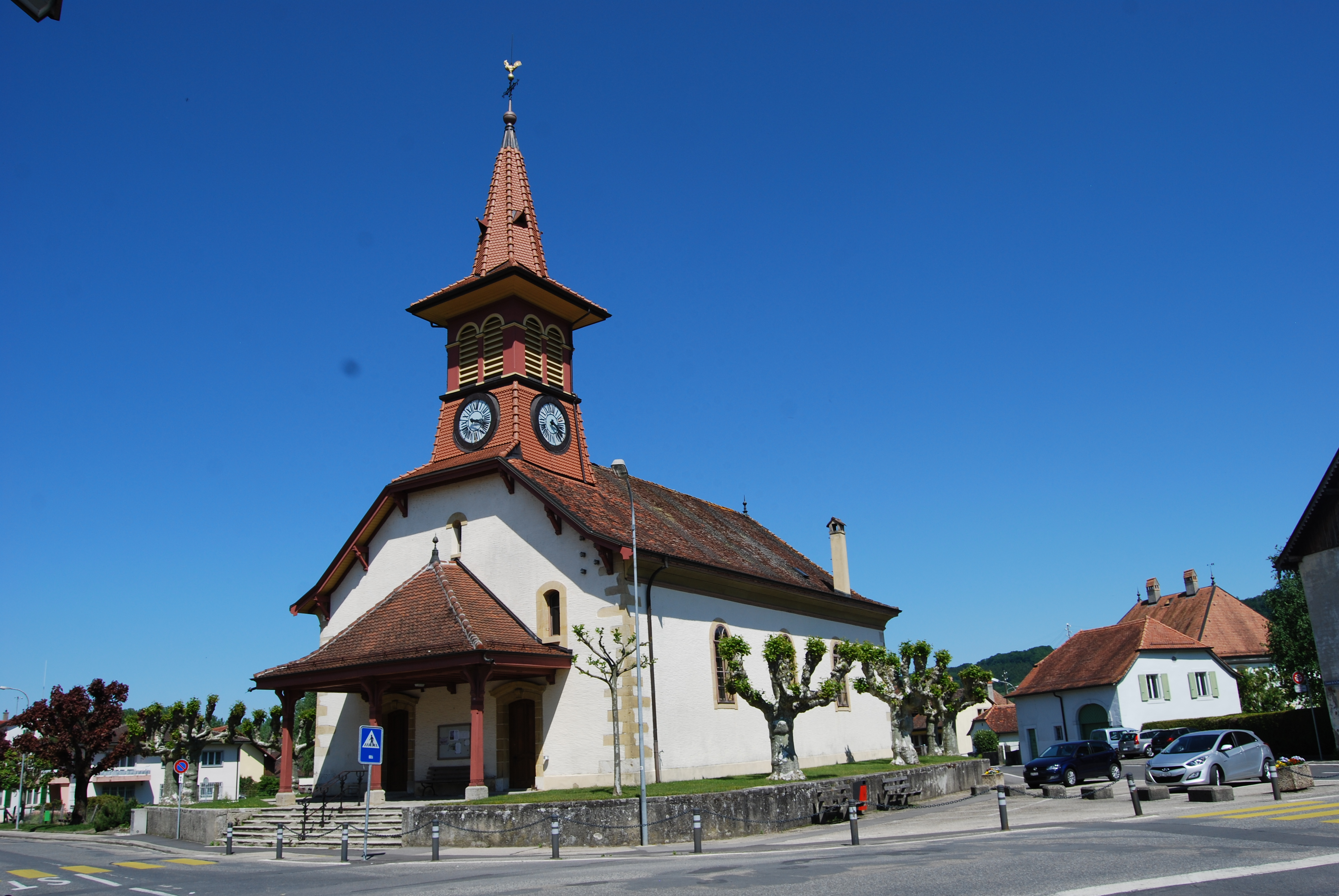
Reformierte Pfarrkirche
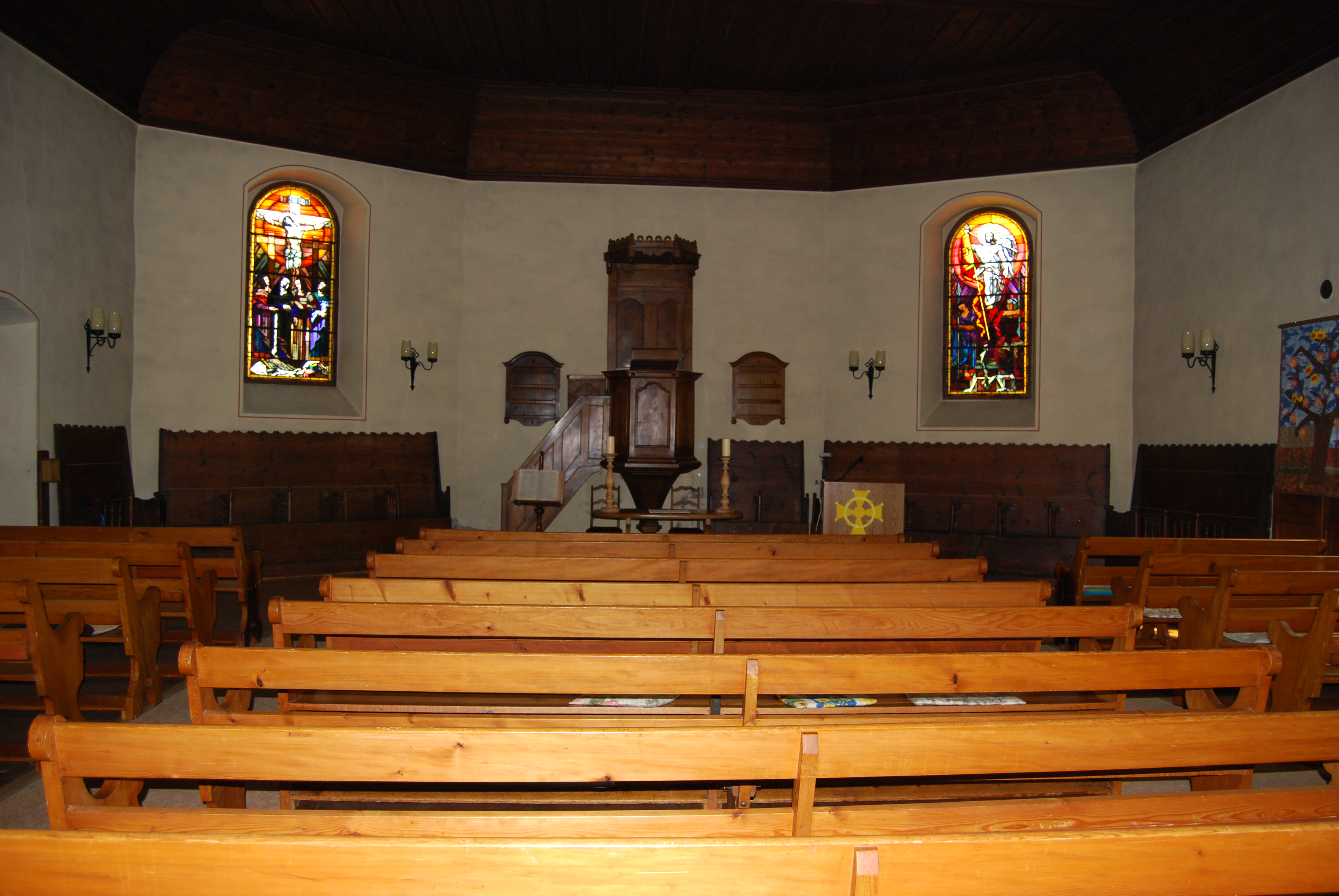
Innenansicht der Kirche
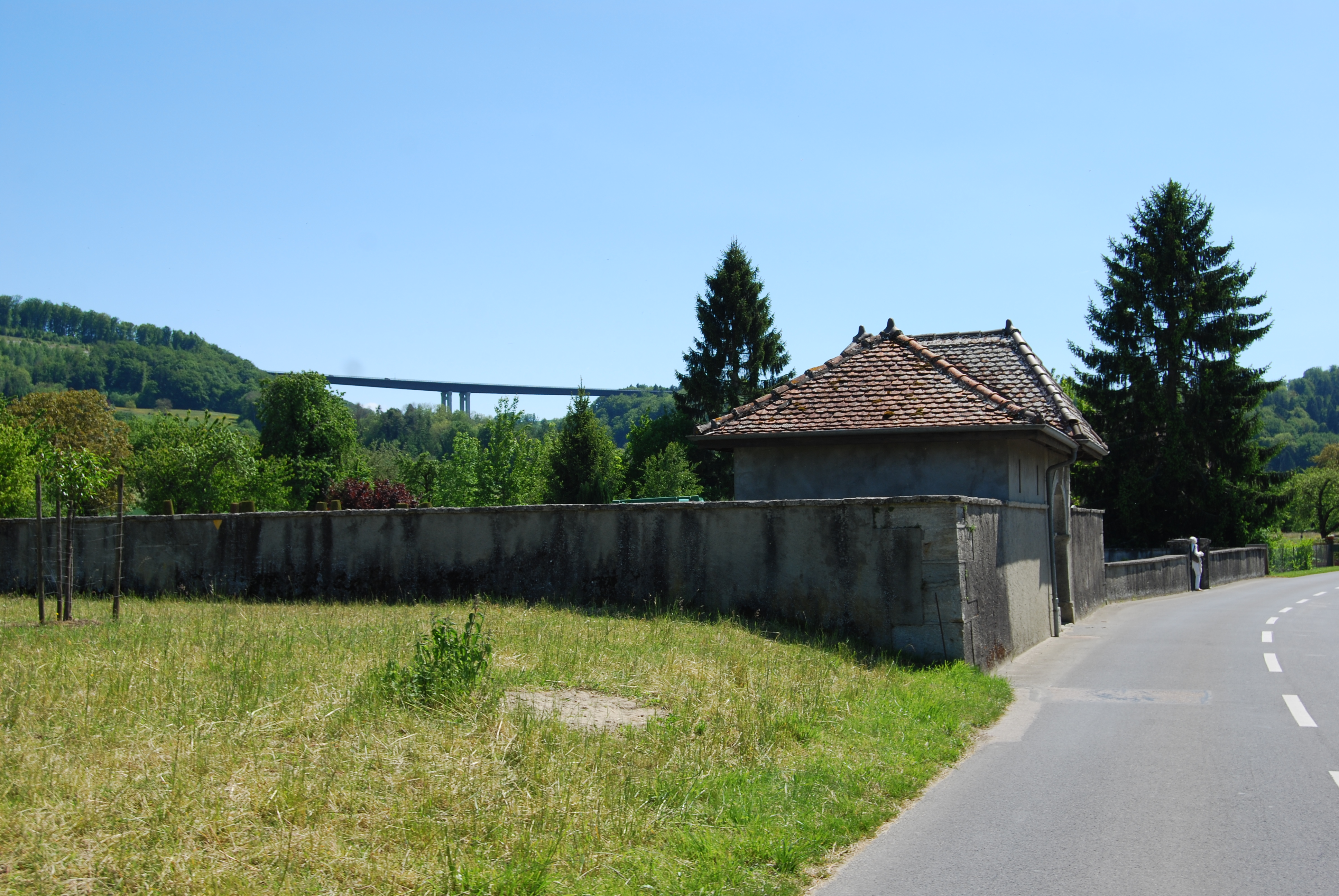
Friedhof, im Hintergrund der Autobahnviadukt Pont sur la  Mentue
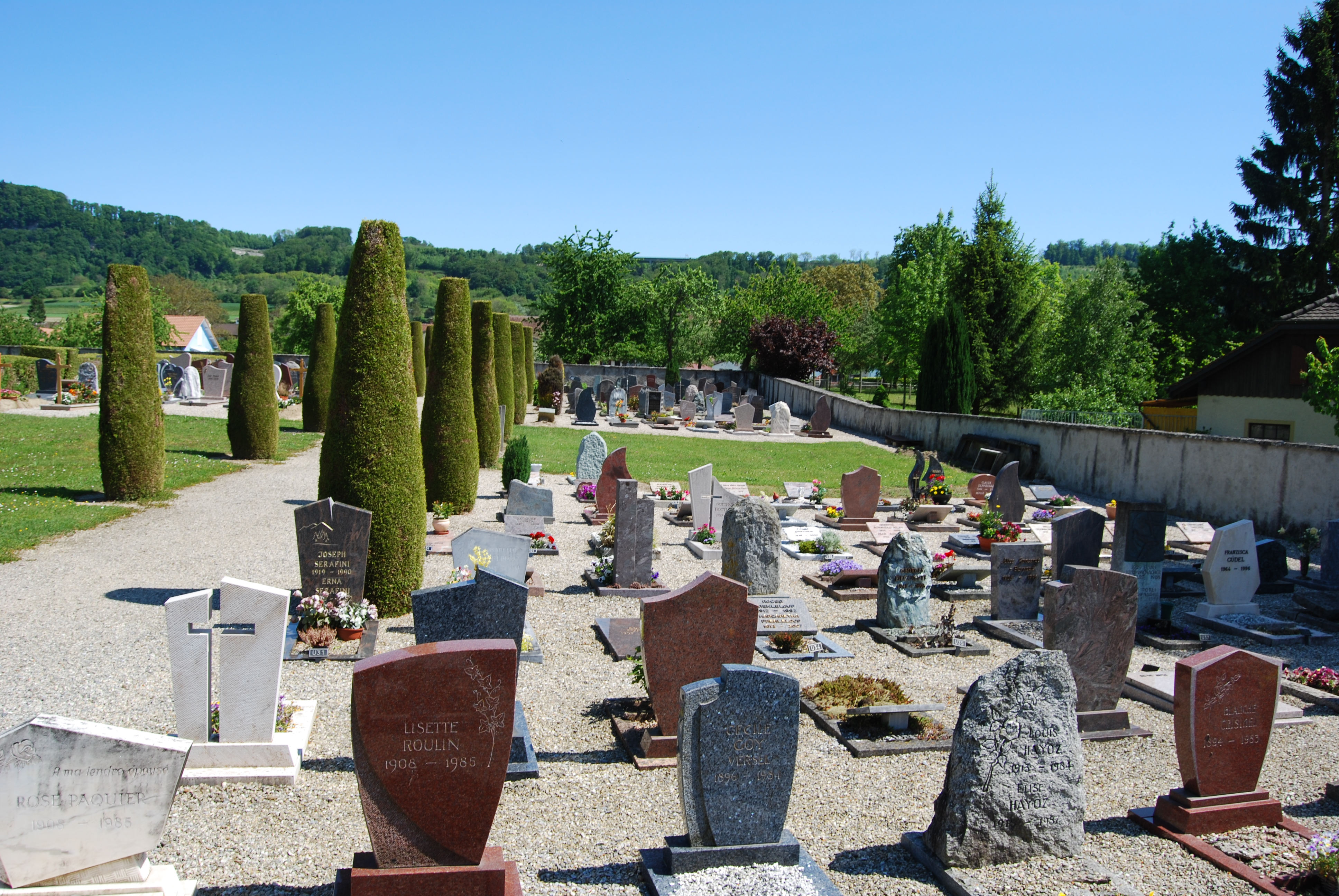
Friedhof
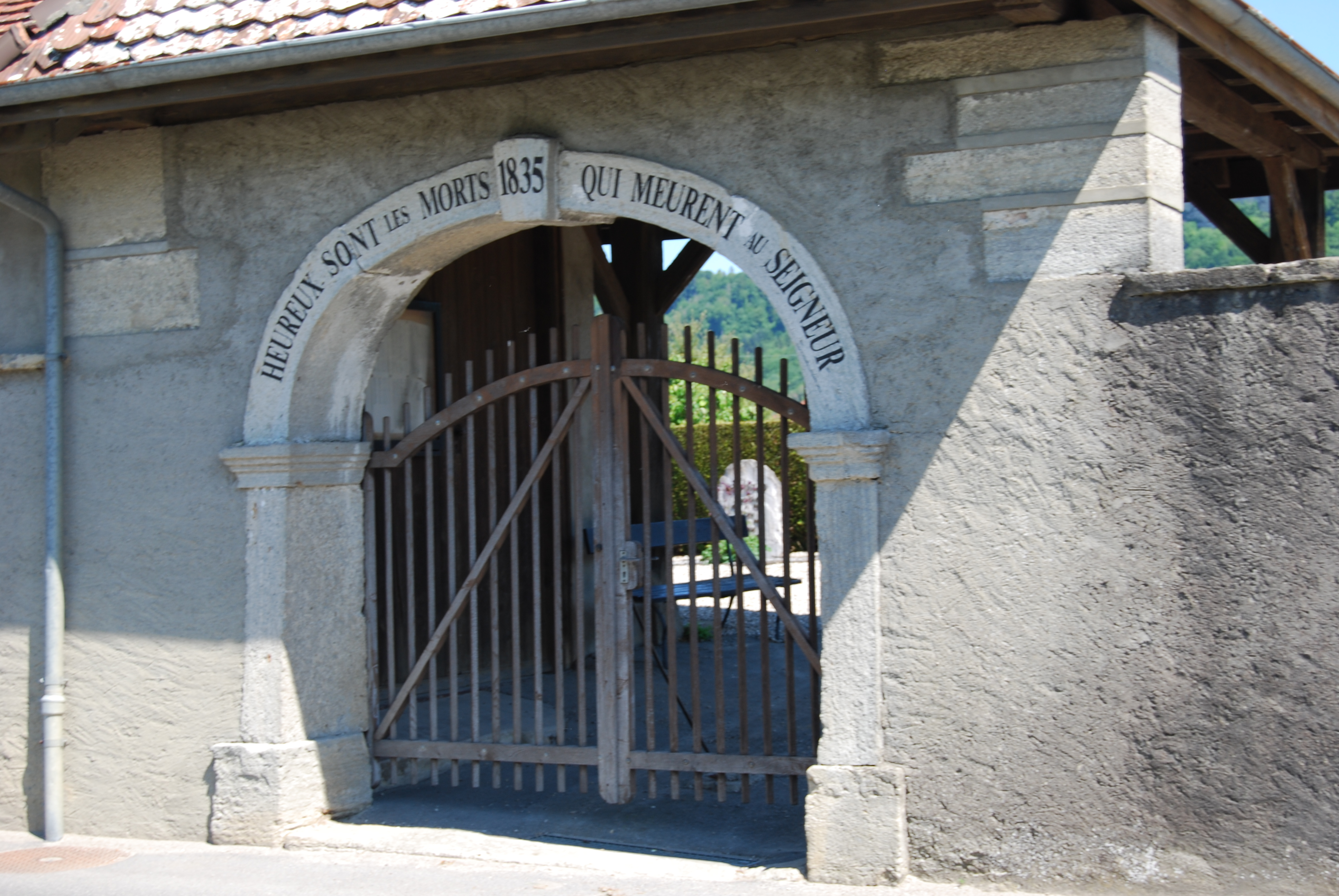
Friedhofseingang
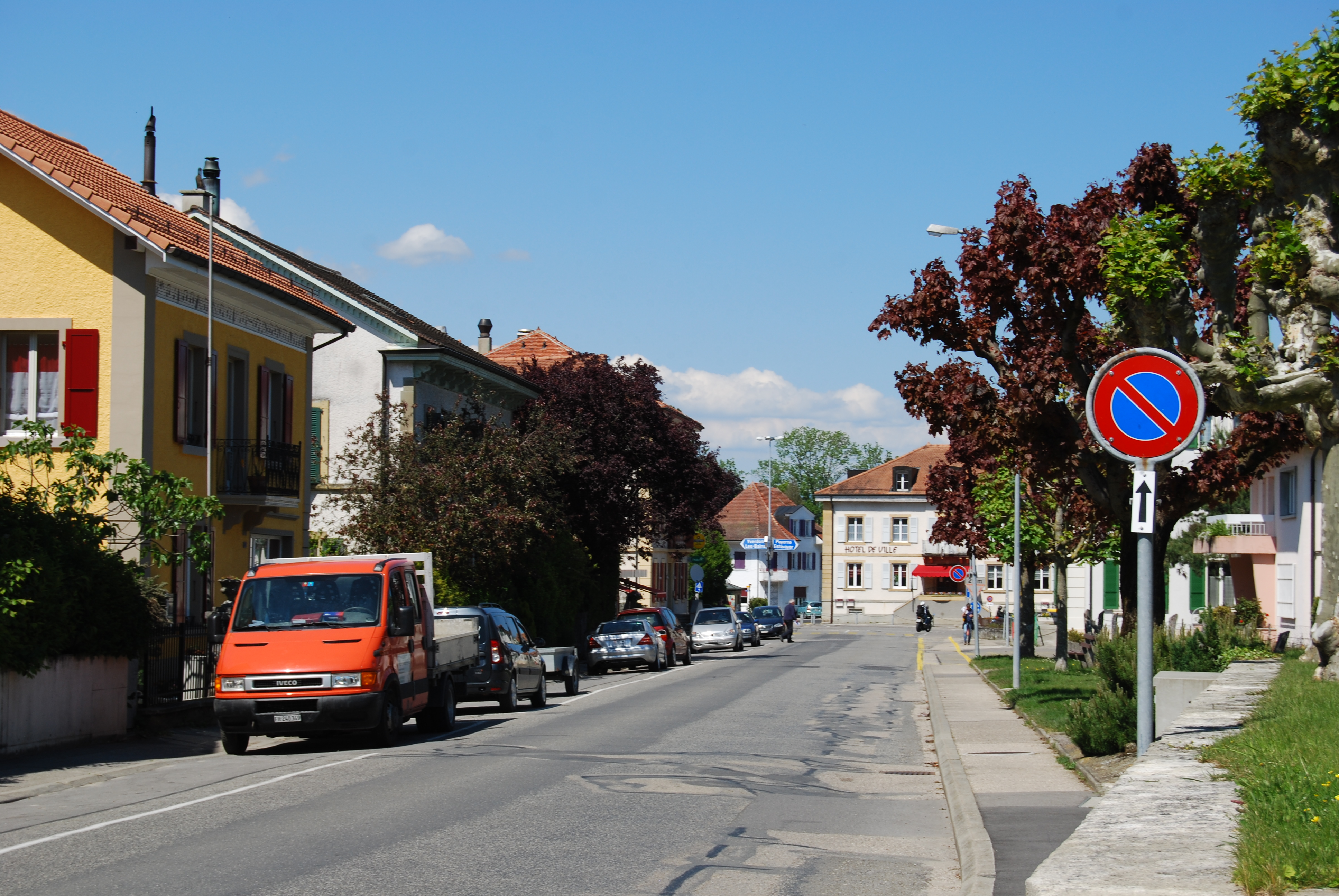
Dorfzentrum
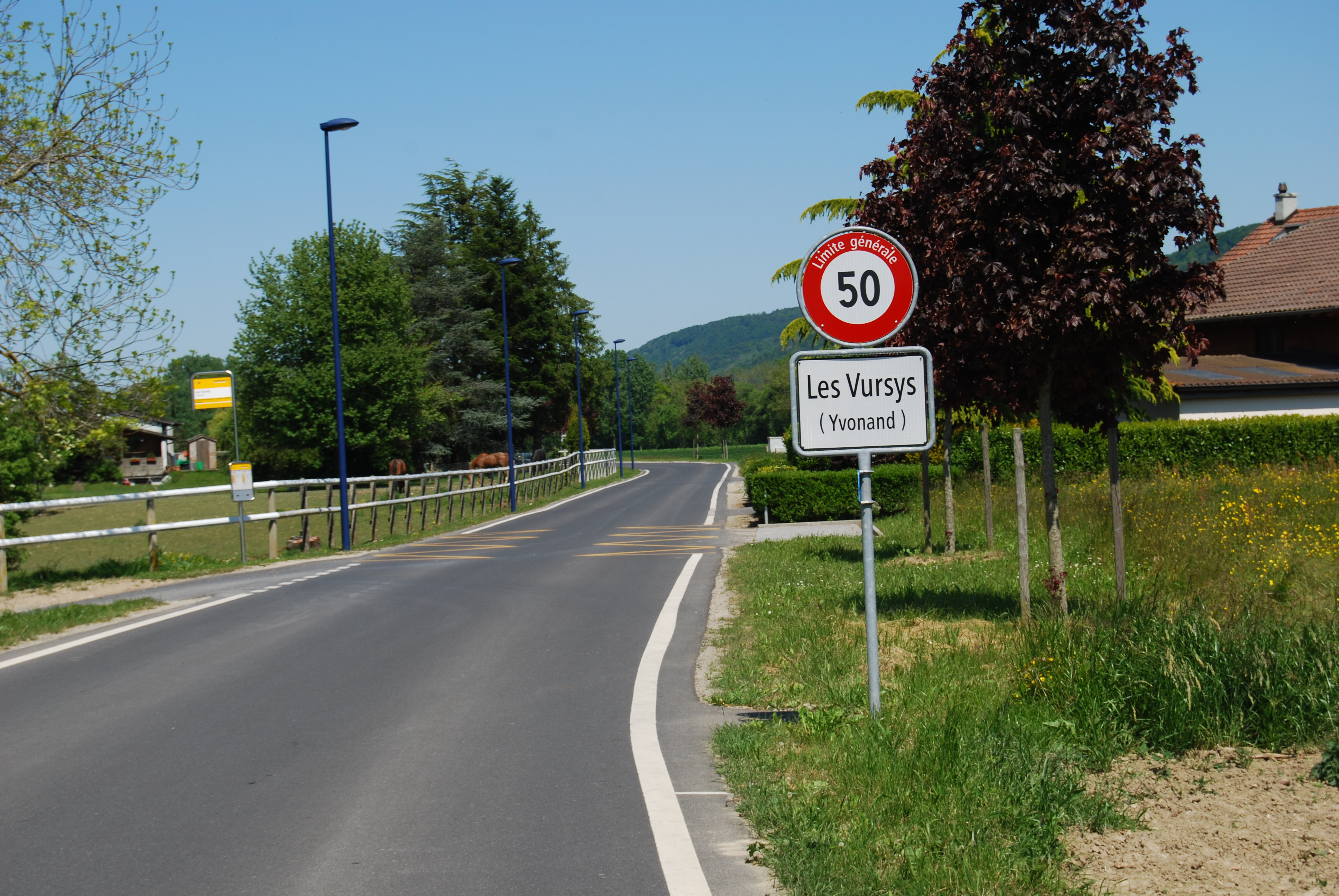
Dorfeingang von Les Vursys
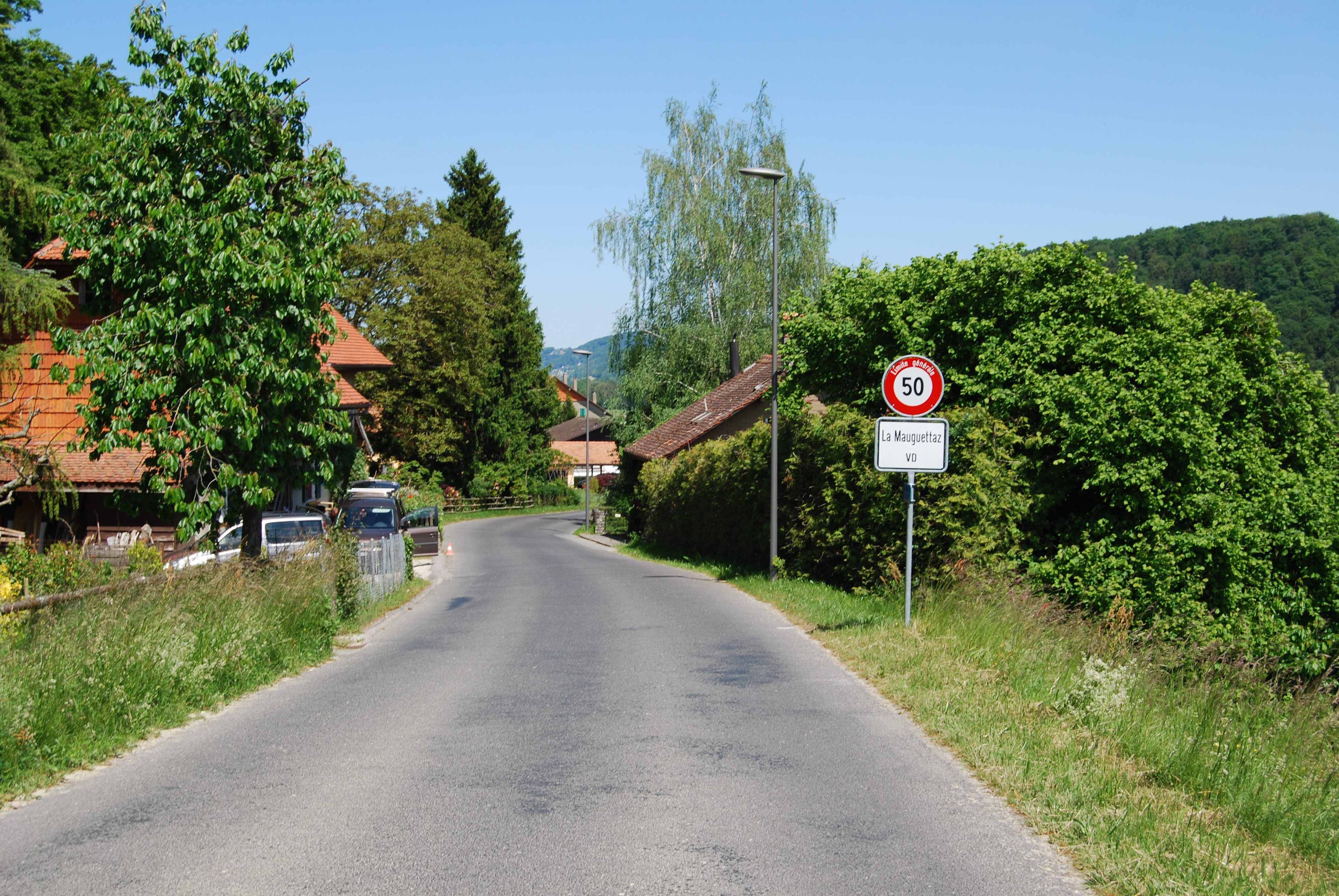
La Mauguettaz
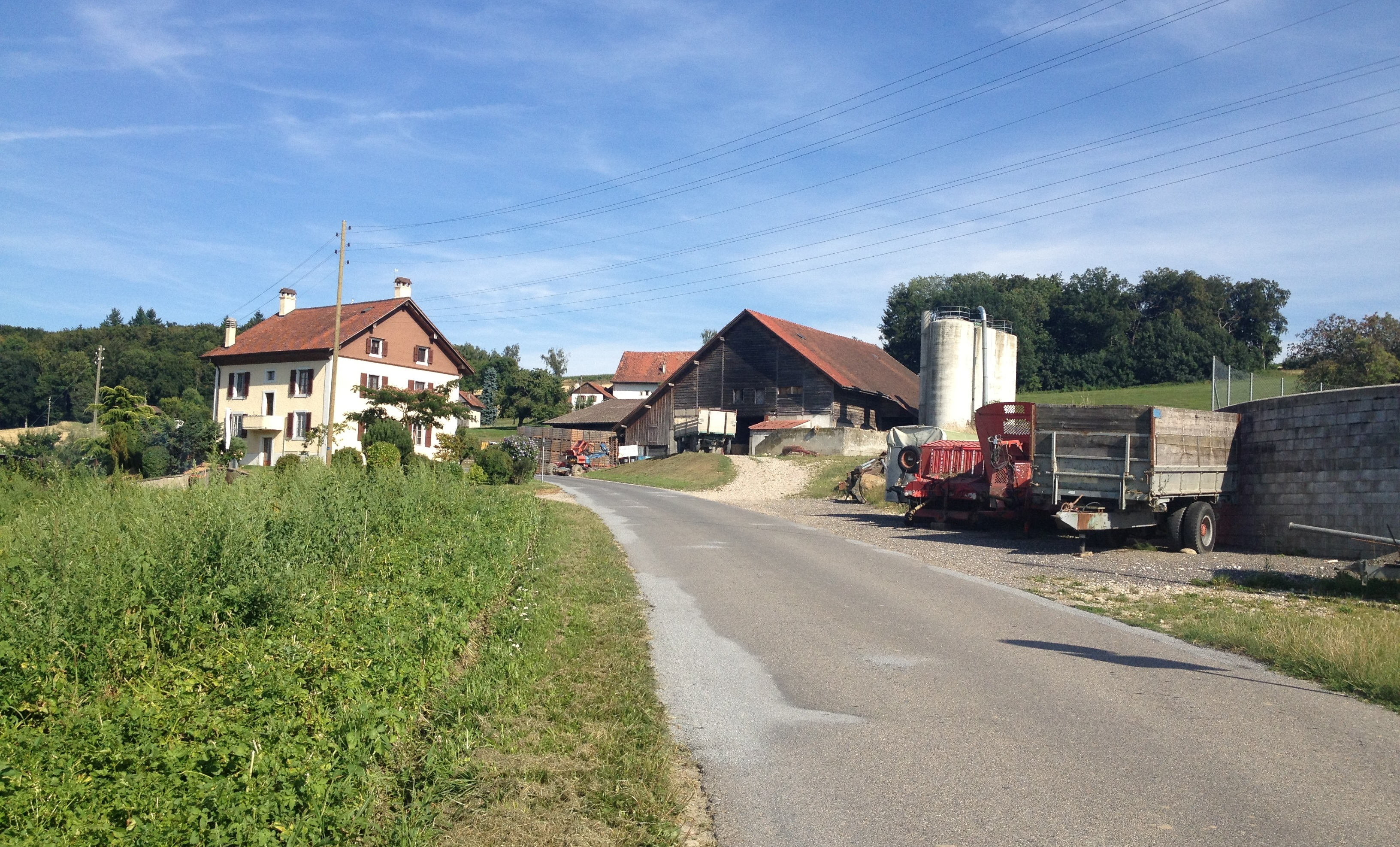
Niédens-Dessus